# Paradeudorix nyanzana
Paradeudorix nyanzana is een vlinder uit de familie van de Lycaenidae. De wetenschappelijke naam van de soort is voor het eerst gepubliceerd in 1957 door Henri Stempffer.
De soort komt voor in de primaire regenwouden van Nigeria, Kameroen, Equatoriaal Guinea, Gabon, Congo-Brazzaville, Centraal Afrikaanse Republiek, Congo-Kinshasa, Oeganda en Noordwest-Tanzania.